# Нюландер, Кари
Ка́ри Ми́каел Ню́ландер (род. 1971, Суомуссалми, Финляндия) — финский музыкант, известный более всего в качестве бас-гитариста группы Zen Café. Нюландер также является потомком известной семьи судовладельцев и достопримечательности города Раахе Совио-Совелиусов.
Нюландер прожил почти всё своё детство и часть своей молодости в Раахе. В 1989 году он переехал из Раахе в Турку, где основал вместе с двумя другими выходцами из Раахе группу Zen Café в 1992-м году. Как раз именно Нюландер и предложил название группы, что донеслось и по сей день. После некоторых передряг со сменой членов группы, та стала выступать по такой линейке: Самули Путро — вокал, гитара; Нюландер — бас-гитара; а Пете Паркконен — ударные. Сейчас же группа претерпевает длинный творческий перерыв в своей деятельности, начиная с 2008 года.